# 別れる理由
『別れる理由』（わかれるりゆう）は、小島信夫の長篇小説。1968年〜81年にわたり文芸誌「群像」に長期連載され、翌1982年、講談社より全3巻の単行本として出版された。
第35回野間文芸賞、第38回日本芸術院賞受賞。

## あらすじ
1968年10月から「町」という題の連載が始まるが、その第10回が「別れる理由」と題され、1973年から「町」がなくなり、「別れる理由」として以後12年間にわたって連載される。内容は基本的に小島自身の生活記録だが、そこに夢などさまざまな要素が入り込む。「町」の第一回から第九回までは短編集『ハッピネス』に入っている。語り手で主人公は前田永造となっている。のち文壇のパーティに出て、柄谷行人などが実名で登場したりして、話題になった。

## 評価
その型破りな内容から毀誉褒貶が激しい。友人であった矢内原伊作や宇佐見英治から批判を受けたり、日本芸術院賞受賞パーティーにて、当時・自民党政調文教部会長だった森喜朗が「（『別れる理由』を）ぼくは認めないよ」と、小島本人に直接述べたことを小島自身が証言している。
評論家坪内祐三による作品論『「別れる理由」が気になって』（講談社）がある。

## 書誌情報
- 『別れる理由』（1982年 講談社 全3巻）
  - Ⅰ ISBN 9784062001205
  - Ⅱ ISBN 9784062001212
  - Ⅲ ISBN 9784062001229
- 『小島信夫長篇集成4 別れる理由Ⅰ』（2015年 水声社） ISBN 9784801001145
- 『小島信夫長篇集成5 別れる理由Ⅱ』（2015年 水声社） ISBN 9784801001152
- 『小島信夫長篇集成6 別れる理由Ⅲ』（2015年 水声社） ISBN 9784801001169
- 『別れる理由』（2019年 小学館 全6巻[2]）
  - 1 ISBN 9784093523714
  - 2 ISBN 9784093523738
  - 3 ISBN 9784093523745
  - 4 ISBN 9784093523776
  - 5 ISBN 9784093523783
  - 6 ISBN 9784093523806